# Dancin' in the Moonlight (Orleans)
Na jaren van stilte wordt door de Amerikaanse rockband Orleans in 2005 het album Dancin' in the Moonlight uitgegeven. Alhoewel het jaren stil is geweest rond deze band, zijn met name de zangpartijen direct herkenbaar. Deze worden al jaren verzorgd door de broers Hoppen en John Hall.

## Bezetting
- Larry Hoppen - zang
- Lance Hoppen - zang
- John Hall - zang

Zij bespelen ook de voornaamste instrumenten als gitaar, basgitaar en toetsen. Voor slagwerk en andere instrumenten worden studiomusici ingehuurd.

## Tracks
1. Mission of mercy
2. Dancin' in the moonlight
3. Heaven
4. Yestertime
5. In my dream
6. The walking wounded
7. Get a life
8. I need a break (from my vacation)
9. What was I thinking
10. (Love's not just for) Other people
11. Issues

Het is niet allemaal nieuwe muziek, een aantal titels verscheen al op eerdere albums.